# التعاون الوطني (المغرب)
التعاون الوطني هو مؤسسة عمومية في المغرب.

## تاريخ
اقتصرت مهام مؤسسة التعاون الوطني في بدايتها على تقديم المساعدات لنزلاء المؤسسات الاجتماعية والفئات المحرومة، إلا أن هذا الاتجاه الذي كان آنذاك من الضرورات الملحة، تطور في مرحلة موالية في اتجاه أنشطة وبرامج ذات أبعاد اجتماعية متعددة. وأصبح بالتالي التعاون الوطني فاعلا ضروريا في مجموعة من الأوراش التنموية التي فتحت إبان استقلال المغرب. و شمل اهتمامه رعاية المؤسسات الخيرية ودور المسنين وذوي الاحتياجات الخاصة، حيث عمل على تشجيع إحداث مجموعة من المؤسسات الخيرية بمختلف ربوع المغرب، التي كان لها دور أساسي في توفير فرص التعليم التي لم تكن متاحة من قبل. واستهدفت النزلاء أيضا وعملت على تكوينهم بما يمكنهم من العيش الكريم، حيث احتضنت الأطفال الأيتام الذين لا عائل لهم وحرصت على حمايتهم من التشرد والحرمان والانحراف، فتخرجت من هذه المؤسسات أعداد وافرة من الكوادر والكفاءات الوطنية التي ساهمت بشكل فعال في التنمية الوطنية.
وتماشيا مع المستجدات الاقتصادية والاجتماعية والمؤسساتية التي شهدها المغرب، عرفت خدمات مؤسسة التعاون الوطني تطورا في مفهومها ومضمونها، بالانتقال من مرحلة تقديم العون والمساعدة، ومرورا بمرحلة العمل الاجتماعي الوقائي والتأهيلي إلى مرحلة المساعدة الاجتماعية بمفهومها الشامل، استجابة لمتطلبات الفئات التي تعيش في وضعية هشاشة وإقصاء اجتماعي والتي شكلت دائما أولى اهتماماتها وانشغالاتها. وقد اعتمدت في تدخلاتها على سياسة اللاتمركز من خلال تمثيليات جهوية وإقليمية وشبكة واسعة من المراكز الاجتماعية، وكذا عبر الجمعيات الشريكة.

## الاختصاصات
أنيط بالتعاون الوطني في البداية، مهمة تقديم مختلف أنواع المعونة والإسعاف والمساعدات على جميع أشكالها لفائدة الفئات الفقيرة والمحتاجة، وكذا المساهمة في إنعاش المجتمع والأسرة. كما عهد إليه بتجميع المساعدات والهبات والتبرعات المختلفة، وتوزيعها على الفقراء والمحتاجين، والمساهمة في إنشاء المؤسسات والمراكز التي تُسهل ولوج الشغل والاندماج في الحياة العامة. ويراقب التعاون الوطني الجمعيات الاجتماعية للإسعاف والإحسان التي تستفيد من إعانته المالية، ويمكن استشارته في ضرورة إحداث كل مؤسسة عمومية ذات صبغة اجتماعية أو إحسانية، وكذا في التدابير العامة أو الخاصة التي تهم التضامن والتعاون، فضلا عن مساهمته في تكوين الأعوان العاملين بالمؤسسات التي تخضع لمراقبته.

## وصلات خارجية
- الموقع الرسمي للتعاون الوطني
- الصفحة الرسمية للتعاون الوطني على فايسبوك